# Station Capelle Nieuwevaart

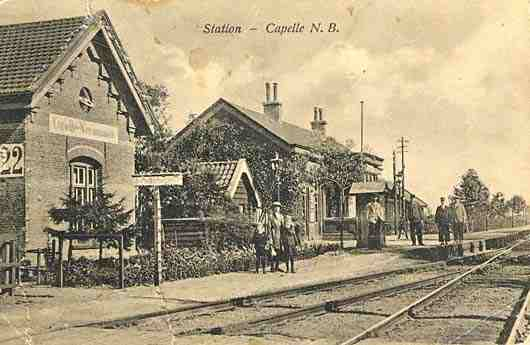
Station Capelle Nieuwevaart - (ansichtkaart)

Station Capelle Nieuwevaart (Cn) is een voormalig station aan de voormalige Langstraatspoorlijn tussen Lage Zwaluwe en 's-Hertogenbosch. Het station lag in het Noord-Brabantse 's Grevelduin-Capelle.
Het station was in gebruik van 1 november 1886 tot 1 augustus 1950. In 1960 werd het stationsgebouw gesloopt.